# Melchior von Rechenberg
Melchior von Rechenberg (1549–1625) – baron, starosta hrabstwa kłodzkiego w latach 1589–1600.
Melchior von Rechenberg był syn Baltazara z Borowa Polskiego. W 1587 od swojego brata Jana von Rechenberga odkupił Sławę. Był członkiem rady cesarskiej i w latach 1589–1600 starostą hrabstwa kłodzkiego. W 1611 otrzymał tytuł barona. Był dwukrotnie żonaty: z Magdaleną von Dyhrn (zm. 1601) i z Magdaleną von Haugwitz (zm. 1624). Z pierwszą żoną miał dwanaścioro dzieci:  m.in. Marię (1580-1606), od 1597 żonę barona Kaspra Melchiora Rechenberga (1573–1612) z Kliczkowa, starosty księstwa świdnicko–jaworskiego.